# Vlčnovjanka
Vlčnovjanka je slovácká krojovaná kapela dechové hudby. V roce 1977 ji založil Antonín Koníček z Vlčnova, který pak v jejím čele stál až do roku 1989, kdy jej vystřídal Pavel Nevařil. Často vystupuje v televizi a rozhlase.

## Diskografie
- Vlčnovjanka (1985)
- Pod jednou střechou (1990)
- Lieder für Euch (1991)
- O našej zemi (1992)
- Okolo Vlčnova (1994)
- Rozmarýny (1998)
- Jízda králů (2001)
- 25 let (2003)
- Chlapci Vlčnovjané (2006)
- 30 let (2008)
- Jízda králů (2010)
- Vlčnovské búdy (2012)

## Současné složení
- kapelník, pozoun – Pavel Nevařil
- zpěv – Mirka Saňáková, Jitka Druláková
- klarinet – Petr Novotný, Jiří Sládek
- trubky – Zdeněk Macek, Robert Šivel, Jindřich Ponížil, Tomáš Černoch, Jiří Mikel
- tenor – Libor Žabenský, Vladimír Chovanec
- doprovody – Josef Mahdalík, Jiří Dohnal, Miroslav Dúbrava
- tuba – Miloslav Žváček